# Churchill (familie)
Het adellijk geslacht  Churchill is een eeuwenoude Britse familie. Zij voert onder andere de titel hertog van Marlborough.
Deze familie is verwant aan het geslacht Spencer-Churchill en Spencer (Lady Diana Spencer) 
- John Churchill (1650–1722), eerste hertog van Marlborough
- Henrietta Churchill, tweede hertogin van Marlborough (1681–1733)
- Charles Spencer, derde hertog van Marlborough (1706–1758)
- George Spencer, vierde hertog van Marlborough (1739–1817)
- George Spencer-Churchill, vijfde hertog van Marlborough (1766–1840)
- George Spencer-Churchill, zesde hertog van Marlborough (1793–1857)
- John Winston Spencer-Churchill, zevende hertog van Marlborough (1822–1883)
  - Randolph Churchill, derde zoon van John Winston Spencer-Churchill (1854–1921)
    - Winston Churchill, premier van het Verenigd Koninkrijk (1874–1965) 
      - Randolph Churchill (1911-1968)
        - Winston Spencer-Churchill (1940-2010)
- George Charles Spencer-Churchill, achtste hertog van Marlborough (1844–1892)
- Charles Richard Spencer-Churchill, negende hertog van Marlborough (1871–1934)
- John Albert William Spencer-Churchill, tiende hertog van Marlborough (1897–1972)
- John George Vanderbilt Spencer-Churchill, elfde hertog van Marlborough (1926-2014)
- Jamie Spencer-Churchill, twaalfde hertog van Marlborough (24 november 1955)
  - George Spencer-Churchill, Marquess of Blandford (28 juli 1992)